# Filippo Anfossi
Filippo Anfossi (Taggia, 1748 – Roma, 17 maggio 1825) è stato un religioso e teologo italiano, vicario generale dei Domenicani e maestro del sacro palazzo apostolico.

## Biografia
Nato a Taggia, in provincia di Imperia, venne chiamato in Vaticano nel 1803 a contrastare e confutare le tesi del teologo Josse Le Plat scrisse contro la bolla papale Auctorem fidei. Nel 1815 Papa Pio VII lo consacrò maestro del sacro palazzo apostolico; si oppose poi alle tradizioni conservatrici politiche e dottrinali della Curia e al giansenismo di Scipione de' Ricci e al gallicanesimo di César-Guillaume de La Luzerne, avvicinandosi così a posizioni ultramontaniste. Fu, inoltre, un acceso sostenitore del centralismo romano. 
Animato da un singolare attivismo, Anfossi fu spesso in relazione con Félicité de Lamennais, avendo con lui uno scambio epistolare tra il 1821 e il 1823 relativo a Essai sur l'indifférence en matière de religion. Tra le sue opere vi sono Difesa della bolla "Auctorem fidei" in cui si trattano le maggiori questioni che hanno agitate in questi tempi la chiesa (Roma, 1810 e 1816), Motivi per cui il Padre Filippo Anfossi Domenicano ha creduto di non potere aderire alle quattro proposizioni gallicane (Roma, 1813) e L'unione politico-religiosa considerata nei suoi rapporti colla civile società (Roma, 1822).
Famosa la polemica intercorsa fra Anfossi da un lato, e la Curia romana, la Santa Inquisizione e lo stesso Papa Pio VII dall'altro, riguardante l'imprimatur al manuale di astronomia di Giuseppe Settele nel 1820, a causa della teoria copernicana adottata nel testo. Quale Maestro del Sacro Palazzo, Anfossi rifiutava l'imprimatur richiamandosi ai provvedimenti della Congregazione per la dottrina della fede del 1616 e 1633 che qualificavano "dannata" ed "eretica" la teoria eliocentrica in occasione del processo a Galileo. Nell'esercizio delle sue funzioni l'Anfossi non poteva andare contro un decreto del Sant'Uffizio. Peraltro erano già caduti sia il divieto di pubblicazione del Dialogo sopra i due massimi sistemi (1710), sia il divieto di insegnare la teoria eliocentrica (1757). Contro l'Anfossi Giuseppe Settele fece ricorso appellandosi direttamente al papa. L'imprimatur fu concesso nel 1821 dal Cardinale vicario. Gli inquisitori osservarono, infatti, che quando avevano definito la teoria copernicana "contraria alle Scritture", non intendevano "contraria alla fede" bensì "opposta alla lettura tradizionale delle Scritture".
Anfossi conservò la sua opposizione fino alla morte.

## Opere
- Difesa della bolla Auctorem fidei, Roma, Mordacchini, 1816.
- La verità dei fatti, e la santità delle leggi opposte ai vani pensieri sopra le alienazioni dei medesimi. Lettere nove, Roma, 1803.
- Le fisiche rivoluzioni della natura, o la palingenesi filosofica di Carlo Bonnet convinta di errore: dissertazione theologico-filosofica, Roma, Mordacchini, 1820.
- Quaresimale, con Paolo abate cistercense, Roma, Mordacchini, 1821.
- L'uomo politico-religioso o sia la cattolica religione considerata ne' suoi rapporti colla civile società, Roma, Mordacchini, 1802.
- Il Revisore Riveduto, Mordacchini, Roma, 1814.
- Il poema di san Prospero contro gl'ingrati tradotto in terze rime italiane, Roma, Mordacchini, 1818.
- Esercizi spirituali dati alle monache dominicane, Roma, Mordacchini, 1821.